# Dragon (1747)
Pour les autres navires du même nom, voir Dragon (navire de la marine française).
Le Dragon est un vaisseau à deux ponts portant 64 canons, construit par Jacques-Luc Coulomb et lancé de Brest en 1747. Il fortement utilisé pendant la guerre de Sept Ans. Il participe à une mission de ravitaillement du Canada, à la bataille des Cardinaux et à la tentative de secours de la Martinique assiégée. Sa carrière s'achève en 1762, peu avant la fin du conflit.

## Caractéristiques principales
Le Dragon est un bâtiment moyennement artillé mis sur cale selon les normes définies dans les années 1730-1740 par les constructeurs français pour obtenir un bon rapport coût/manœuvrabilité/armement afin de pouvoir tenir tête à la marine anglaise qui dispose de beaucoup plus de navires. Il fait partie de la catégorie des vaisseaux dite de « 64 canons » dont le premier exemplaire est lancé en 1735 et qui sera suivi par plusieurs dizaines d’autres jusqu’à la fin des années 1770, époque où ils seront définitivement surclassés par les « 74 canons. »
Sa coque est en chêne, son gréement en pin, ses voiles et cordages en chanvre. Il est moins puissant que les vaisseaux de 74 canons car outre qu'il emporte moins d'artillerie, celle-ci est aussi pour partie de plus faible calibre, soit :
- vingt-six canons de 24 livres sur sa première batterie percée à treize sabords,
- vingt-huit canons de 12 sur sa deuxième batterie percée à quatorze,
- dix canons de 6 sur ses gaillards[2],[6].

Cette artillerie correspond à l’armement habituel des 64 canons. Lorsqu'elle tire, elle peut délivrer une bordée pesant 540 livres (soit à peu près 265 kg) et le double si le vaisseau fait feu simultanément sur les deux bords. Chaque canon dispose en réserve d’à peu près 50 à 60 boulets, sans compter les boulets ramés et les grappes de mitraille.
Pour nourrir les centaines d’hommes qui compose son équipage, c’est aussi un gros transporteur qui doit avoir pour deux à trois mois d'autonomie en eau douce et cinq à six mois pour la nourriture. C'est ainsi qu'il embarque des dizaines de tonnes d’eau, de vin, d’huile, de vinaigre, de farine, de biscuit, de fromage, de viande et de poisson salé, de fruits et de légumes secs, de condiments, de fromage, et même du bétail sur pied destiné à être abattu au fur et à mesure de la campagne.

## LeDragondans la guerre de Sept Ans

### Le ravitaillement du Canada français

Louisbourg assiégée en 1758. Le Dragon fait partie de la dernière escadre venue ravitailler la place.

Lancé en septembre 1747 et armé en janvier 1748, le Dragon ne participe pas à la guerre de Succession d'Autriche qui s'achève cette année-là et passe ensuite le plus clair de son temps à quai (comme le reste de la flotte) jusqu'à la reprise de la guerre avec l'Angleterre en 1755.
Le 2 mai 1758, le Dragon appareille de l'île d'Aix dans la division de Du Chaffault (cinq vaisseaux, trois frégates, un flûte, un senau) qui doit transporter des troupes pour le Canada. Commandé par Du Chaffault lui-même, il sert comme navire-amiral de l’expédition. C’est le seul, avec les frégates, à porter son artillerie complète, les autres navires ayant été allégés d’une partie de leurs canons pour embarquer les 700 hommes de troupe et de grosses réserves de farine.
La traversée de l'Atlantique se fait sans croiser d’intercepteurs anglais. Arrivé sur l’île Royale le 29 mai, Du Chaffault doit mouiller à Port-Dauphin car le port de Louisbourg est bloqué par une escadre britanniques très supérieure. Il débarque les troupes dans la baie de Sainte-Anne pour qu’elles puissent rejoindre à pied Louisbourg puis lève l’ancre le 10 juin pour Québec. La croisière n’est pas facile à cause des alternances de calme et de vent contraire. De plus, une épidémie se déclare dans l’escadre. Quarante hommes sont malades sur le Dragon et quinze décèdent. Québec n’est atteint que le 11 juillet. Du Chaffault y fait reposer ses équipages pendant tout le mois d’août, mais ses vivres s’épuisent et la présence de l’escadre française ne se justifie plus avec la chute de Louisbourg le 27 juillet. L’hiver canadien approchant, Du Chaffault appareille le 9 septembre pour rentrer en France.
En chemin, Du Chaffault en profite pour faire une croisière contre le commerce anglais. Il capture le 3 octobre la Charmante Poly, un navire qui arrive de Floride chargé de merrain, de bœuf et de farine, ce qui lui permet de ravitailler ses navires. Il l’incendie puis reprend sa route alors que la mer est très difficile. Le Dragon casse sa barre, mais l’avarie est réparée. Le 19 octobre, un navire de la compagnie des Indes, le Carnavon, qui arrive de Chine, est capturé avec sa riche cargaison de 150 000 livres sterling. Le Dragon le prend en remorque mais cela ralentit la vitesse de l’escadre.
Le 27 octobre, à 66 milles environ Nord-Nord-Ouest d'Ouessant, Du Chaffault tombe sur neuf des navires de l'escadre de Boscawen qui rentre du siège de Louisbourg (quatre vaisseaux, trois frégates et deux brûlots). Mais celui-ci est persuadé qu’il a en face de lui des bâtiments anglais et ne se méfie pas. Du Chaffault fait placer ses vaisseaux en ligne, mais se voit contraint d’abandonner le Carnavon qui ralentit trop l’escadre. Le Dragon, qui est le mieux armé, se place en tête. Ayant le vent pour lui, Du Chaffault réussit en milieu d’après-midi à canonner sévèrement à contre-bord le navire-amiral de Boscawen, le HMS Namur (90 canons) et les vaisseaux qui le suive. Payant d’audace, il ordonne ensuite de virer pour esquisser une poursuite, mais les Anglais se dérobent.
L'escadre reprend sa route, mais le temps se fait de plus en plus mauvais. Le grand-hunier du Dragon se déchire de haut en bas et dans la nuit, une lame casse la barre du vaisseau. Les charpentiers réussissent à réparer l’avarie au matin, mais la tempête a dispersé l’escadre et fortement ébranlé le navire dont l’avant se délie. La guibre ne tient plus et il faut passer un câble dans les écubiers pour assujettir le mât de beaupré qui branle beaucoup. Ne pouvant prendre le risque de louvoyer devant Brest, Du Chaffault fait filer le Dragon vers le pertuis d'Antioche, mouille le 31 octobre sur la rade des Basques devant l’île d'Aix puis se met définitivement à l’abri à Rochefort le 12 novembre.

### La bataille des Cardinaux et le blocus de la Vilaine

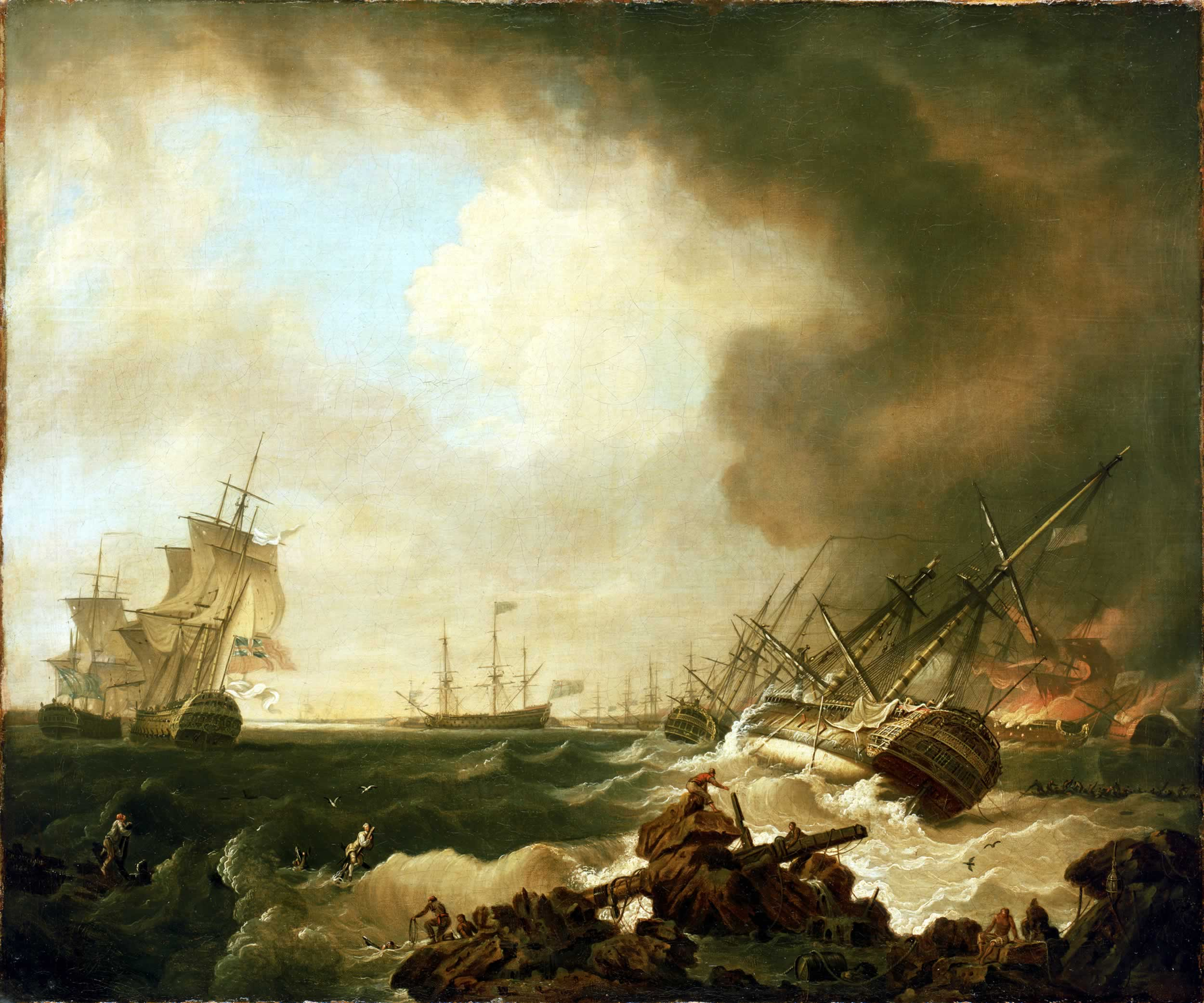
La bataille des Cardinaux à laquelle participe Le Dragon en 1759.

En 1759, le Dragon repasse à Brest et fait partie de l'escadre de 21 vaisseaux du maréchal de France Hubert de Brienne de Conflans concentrée en vue d'un débarquement en Angleterre. Il participe à la bataille des Cardinaux le 20 novembre 1759. Il est alors sous les ordres de Louis-Charles Le Vassor de La Touche, dans l’escadre blanche — l’escadre qui forme le corps de bataille ainsi nommée, est commandée par le  maréchal de Conflans depuis le vaisseau amiral, le Soleil Royal. Le Dragon ne s'illustre pas dans ce combat car il ne fait pas partie des vaisseaux en queue du dispositif sur lequel s'est concentré l'attaque anglaise.
Au lendemain de la défaite française, le Dragon se réfugie avec 6 autres vaisseaux, le Robuste, l’Inflexible, le Glorieux, l’Éveillé, le Brillant et le Sphinx, accompagnés de deux frégates — la Vestale et l’Aigrette — et de deux corvettes — la Calypso et le Prince Noir — dans l’estuaire de la Vilaine. En raison du manque de visibilité, le Glorieux et l’Éveillé s’envasent. Si les dommages de l’Éveillé sont sans conséquences, le Glorieux déplore une voie d’eau ; l’Inflexible, d’autre part, a perdu ses mâts de misaine et de beaupré.
Soumis à un sévère blocus anglais, il faut plus de deux ans et demi d'effort aux deux officiers nommés par le duc d'Aiguillon, Charles-Henri-Louis d'Arsac de Ternay et Charles Jean d'Hector, pour sortir les navires de l’embouchure de la Vilaine. Dans la nuit du 6 au 7 janvier 1761, par une forte brume, puis au milieu d'un violent orage, le Dragon et le Brillant, sous le commandement de Ternay et d'Hector, puis la Vestale, l'Aigrette et la Calypso réussissent à rejoindre Brest ou Rochefort ; la frégate la Vestale est reprise le 9 janvier par le HMS Unicorn,, alors que l’Aigrette remporte son affrontement contre le Seahorse.

### L'ultime mission aux Antilles
Le Dragon repart en campagne à la fin de l’année. Il fait partie de l’escorte de huit vaisseaux et quatre frégates qui appareille de Brest le 23 décembre 1761 avec un gros convois de 5 500 soldats à destination de la Martinique qui est sur le point d’être attaquée par les Anglais. Cette force est placée sous le commandement de Blénac-Courbon monté sur le Duc de Bourgogne (80 canons). Elle réussit à forcer le blocus anglais devant Brest, mais arrive peu après la capitulation de l’île (12 février 1762).
Le Dragon passe alors à Saint-Domingue pour y débarquer les troupes afin de mettre cette importante colonie française à l’abri d’une tentative de débarquement. C’est sa dernière mission. Rentré à Brest, il est rayé des listes la même année.